# 채널뷰
채널 뷰(CH view)는 2009년 2월 본방송을 시작한 티캐스트 계열의 케이블TV 르포채널이다. 케이블TV 및 위성방송을 통해 시청할 수 있으며, 2013년 10월을 기점으로 IPTV(KT 지니TV 및 SK Btv 등)에서도 송출되고 있다.

## 프로그램

### 자체제작
- 진짜사랑 시즌1, 시즌2, 시즌3, 시즌4, 시즌5, 시즌6, 리턴즈
- 아빠의 로맨스
- 직장인안주맛집 맛있는 원샷
- 르포랭킹 사건사고TOP5
- 휴먼르포 마이 트루스토리 시즌1, 시즌2, 시즌3
- 추적르포 사라진 가족 시즌1, 시즌2, 시즌3, 시즌4
- 미스터리 르포 블랙홀 시즌1, 시즌2
- 드림메이커 별을 쏘다
- 채널 뷰 리포트 유학의 두 얼굴
- 채널 뷰 리포트 아이돌의 경제학(전파진흥원 제작비 지원작)
- 범죄심리분석 더 프로파일러
- 카운트다운 리얼리티 48시간
- 씨 리얼, NEW씨리얼

### 외주제작
- 색색광고
- 심야병원 기적의 응급실
- 익스트림 점퍼
- 전격공개 마술X파일
- 빅재미 진상월드컵 TOP20 시즌1, 시즌2, 시즌3, 시즌4
- 죽음을 피하는 1000가지 방법 시즌1, 시즌2
- 재난극복 프로젝트 생존의 법칙
- 실전격투대전 전설의 파이터
- 고스트 X파일
- 스포츠 사고현장 시즌1, 시즌2
- 여름특집 핫썸머 SOS 몸짱 구조대

### 송출
- 2013년 11월 7일 - IPTV 방송 채널 B tv에 채널 211번으로 진입
- 2015년 11월 21일 - IPTV 방송 채널 올레 TV에 채널 176번으로 진입
- 2016년 4월 6일 - 위성 방송 채널 스카이라이프에 채널 89번으로 진입
- 2016년 11월 8일 - B tv에서 채널 번호가 211번에서 212번으로 변경
- 2018년 1월 29일 - IPTV 방송 채널 U+ TV에 채널 127번으로 진입
- 2018년 12월 20일 - U+ TV에서 채널 번호가 127번에서 96번으로 변경
- 2022년 10월 25일 - B tv에서 채널 번호가 212번에서 111번으로 변경
- 2025년 7월 30일 - B tv에서 채널 번호가 111번에서 49번으로 변경

## 같이 보기
- 티캐스트